# Karl Däweritz
Karl Däweritz (* 25. Juni 1935) ist ein deutscher Fotograf, Bergsteiger und Autor.

## Leben
Bekannt wurde Karl Däweritz, der in Pirna lebt, vor allen Dingen durch sein Standardwerk Klettern im sächsischen Fels, das in zwei Auflagen 1979 und 1986 im Sportverlag Berlin erschien. Für dieses Buch stellte er auch alle Fotoaufnahmen selbst zur Verfügung. Sein privates Bildarchiv umfasst zahlreiche Fotos vom Bergsteigen in der DDR und speziell in der Sächsischen Schweiz.
Gemeinsam mit Rolf Heinemann wurde er in die Auswahlmannschaft des Dresdner Wanderer- und Bergsteigerverein e.V. (DWBV, später DWBO) berufen und fuhr unter Leitung von Harry Dürichen zusammen mit Rolf Heinemann vom 11. Juli bis zum 3. August 1959 in die Nordalbanischen Alpen. Dort machten sie einige Erstbegehungen.
Zum Zeitpunkt, als am 21. Juli 1967 vier sächsische Bergsteiger an der Eiger-Nordwand im Berner Oberland in der Schweiz ihr Leben verloren, war er als Fotograf mit vor Ort. Als aus Anlass des 50. Jahrestages dieses Unglücks eine Gedenkfeier an der Hohen Liebe stattfand, hielt er die Gedenkrede.

## Werke
- (mit Uwe Jensen und Werner Rump): Vom Teufelsturm zum Dach der Welt, Berlin, Sportverlag, 1971.
- Klettern im sächsischen Fels, 1. Auflage, Berlin, Sportverlag, 1979.
- Klettern im sächsischen Fels, 2., erweiterte Auflage, Berlin, Sportverlag, [1986]. ISBN 978-3-328-00097-6
- Die Geschichte des Felskletterns in der Sächsischen Schweiz. In: Tourismus, Berlin, Wissenschaftsbereich Kultur der Sektion Ästhetik und Kunstwissenschaft der Humboldt-Universität (= Mitteilungen aus der kulturwissenschaftlichen Forschung, 24), 1988, S. 61–88.
- (mit Bernd Arnold und Werner Würch): Kletterstroika und ClimbOST. Klettern im Elbsandstein. In: Nachrichten des Deutschen Alpenvereins Sektion Schwaben, Stuttgart, 1990, Heft 1, S. 7–13.
- (mit Bernd Arnold und Gisbert Ludewig): Der Elbsandsteinführer. Teil 2: Falkenstein, östliche Affensteine, Heringsgrund, Köngen, Panico-Alpinverlag, 1992.